# 韓承宣
韓承宣（1613年7月4日—1639年），字長卿、又字康侯，山西平陽府蒲州官籍，南直隸揚州府泰州人，明朝政治人物。

## 生平
韓承宣是崇禎三年（1630年）的舉人，七年（1634年）成進士，先在大理寺觀政，同年獲授淄川知縣，復行一條鞭法，又用三個月興建石城保障人民；十年（1637年）調任歷城知縣，肅清政務令奸吏屏息，餘暇時到書院教育士子，同時修繕城池、興建望臺招撫流民，十二年（1639年）清朝軍隊攻陷歷城，他遇難身亡，明朝朝廷追贈僉事諭祭，再追贈光祿寺少卿，兒子韓世琦在清朝入旗籍，官至巡撫，追贈他為工部尚書、右副都御史。

## 家族
曾祖父嘉靖四十四年進士、右通政韓楫；祖父貢生、淮安府同知、（清朝）贈工部尚書、右副都御史韓煥；父親萬曆四十三年舉人、刑部主事、（清朝）贈工部尚書、右副都御史韓奎，兒子清朝四川巡撫韓世琦。

## 引用
1. 1 2  乾隆《蒲州府志·卷十三·忠節》：韓承宣，蒲州人。大學士爌【侄】孫。明末以進士，知山東歷城縣，大兵至，攻破歷城，承宣死之。贈光祿少卿。有子世琦，國朝入旗籍，官至巡撫。
2. ↑  乾隆《蒲州府志·卷八·選舉上》：舉人……崇禎庚午 韓承宣 見進士
3. 1 2  《崇禎七年甲戌科進士三代履歷》：韓承宣，曾祖楫元□□右□□贈符進光祿□□囯少□□太，祖□□尚書□□□□府□□□□□□□□□□□□□□□□□□□□□□□□□□□□□布亞魁見任陽設升□長卿，書四房，癸丑五月十八日生，平陽府蒲州官籍，揚州府泰州人，庚午鄉試一三名，會一百五十七名，三甲三十九名，大理寺觀政，八月授山東□□【淄川】知縣，丙子本省同考，丁丑調□【歷】城知縣
4. ↑  崇禎《歷城縣志·卷六·職官志》：韓承宣 山西蒲州人，初任淄川，以建石城功調歷城，庶政肅清，奸胥屏息，簿書之暇猶臨書院課士，戊寅□□公調度有方，奈羣指亂，視朝令夕更、甲可乙否，未知適從，然猶修濬城池剏建望臺招𢯦鄉民，奬勸輸助，徒勞罔功遇難身殞，公早已知之矣，事聞候恤。
5. ↑  乾隆《淄川縣志·卷四·官師志》：歷代官秩……明……韓承宣 字康侯，蒲州人，七年任侯，明察精核，令行禁止，復條鞭法，淄人便之；創建石城不三月竣，事為淄永利焉，十年調繁歷城，己卯殉難具歷志
6. ↑  康熙《潼關衛志·卷中·選舉志第七》：明……韓承宣，布政公【韓楫】曾孫，崇禎庚午鄉試，辛未【甲戌】進士，任（歷）城知縣，殉難。贈僉事。諭祭，有蔭。……以上蒲州守禦千戶所人。
7. 1 2  乾隆《蒲州府志·卷九·選舉下》：封廕……國朝……韓煥 世琦曾祖，同知，贈工部尚書、右副都御史 韓奎 世琦祖，主事，贈工部尚書、右副都御史 韓承宣 世琦父，少卿，贈工部尚書、右副都御史